# Gundadalur
Gundadalur er et område i Tórshavn på Færøerne, hvor der ligger forskellige sportsfaciliteter, her iblandt flere fodboldbaner. Den største af dem er nationalstadionet Tórsvøllur, og den næststørste er Gundadalur stadion, der blev indviet i 1911 og er hjemmebane for både Havnar Bóltfelag og B36 Tórshavn.
62°01′10″N 6°46′52″V / 62.019349°N 6.781139°V